# Serie B 2016-2017 (calcio a 5)
La Serie B 2016-2017 è stata la 19ª edizione del campionato nazionale di calcio a 5 di terzo livello e la 27ª assoluta della categoria. La stagione regolare ha preso avvio il 1 ottobre 2016 e si è conclusa l'8 aprile 2017, prolungandosi fino al 27 maggio per la disputa delle partite di spareggio.

## Regolamento
Preso atto della iscrizione di 89 società aventi diritto e del ripescaggio in Serie A2 di 5 squadre, il Consiglio direttivo della Divisione Calcio a 5 ha provveduto a ripescare 11 società e ammettere Corigliano e Montesilvano che hanno rinunciato al campionato di Serie A. Il ridotto numero di rinunce pervenute negli uffici della Divisione ha permesso il ritorno a gironi da 14 squadre, eccetto nel recente raggruppamento G: la corrente edizione stabilisce il record di 97 società partecipanti. L'allargamento della categoria costringe a rivedere i meccanismi di promozione e retrocessione. Sono promosse in Serie A2 le società prime classificate dei sette gironi e la società vincente i play-off. Per ogni girone, accedono ai play-off le squadre giunte tra la seconda e la quarta posizione e le 4 migliori quinte classificate. Retrocedono nei campionati regionali 25 squadre: la dodicesima, tredicesima e quattordicesima classificata di ogni girone e le quattro società perdenti i play-out. Ai play-out sono qualificate tutte le società giunte undicesime e la decima peggior classificata tra i sette gironi. Il calendario è stato reso noto il 15 agosto 2016. Il campionato si fermerà il 24 e il 31 dicembre per la sosta natalizia e il 18 marzo per la fase finale della Coppa Italia di categoria.

## Girone A

### Partecipanti
Il girone comprende otto società lombarde, quattro piemontesi e due sarde. Dopo tre stagioni in Serie A2, fa ritorno nella categoria il CLD Carmagnola mentre sei società provengono dai campionati regionali. Lecco, Rhibo Fossano e Sestu hanno vinto i rispettivi campionati mentre Città di Asti (nuova denominazione della Libertas Astense) e Mediterranea Cagliari hanno raggiunto la promozione tramite i play-off. Per sopperire alla rinuncia del Castellamonte, ripartito dalla Serie C1, è stato ripescato il Pavia, all'esordio nella categoria al pari di Fossano e Mediterranea.

### Classifica[8]
|  | Pos. | Squadra               | Pt | G  | V  | N | P  | GF  | GS  | DR  |
|  | ---- | --------------------- | -- | -- | -- | - | -- | --- | --- | --- |
|  | 1.   | Sestu                 | 60 | 26 | 19 | 3 | 4  | 118 | 63  | +55 |
|  | 2.   | L84                   | 54 | 26 | 17 | 3 | 6  | 124 | 78  | +46 |
|  | 3.   | Carmagnola            | 51 | 26 | 16 | 3 | 7  | 134 | 92  | +42 |
|  | 4.   | Monza                 | 49 | 26 | 14 | 7 | 5  | 106 | 79  | +27 |
|  | 5.   | Saints Pagnano        | 48 | 26 | 14 | 6 | 6  | 120 | 85  | +35 |
|  | 6.   | Real Cornaredo        | 41 | 26 | 11 | 8 | 7  | 114 | 99  | +15 |
|  | 7.   | Fossano               | 38 | 26 | 12 | 2 | 12 | 104 | 102 | +2  |
|  | 8.   | Lecco                 | 37 | 26 | 12 | 1 | 13 | 94  | 105 | -11 |
|  | 9.   | Città di Asti         | 34 | 26 | 10 | 4 | 12 | 103 | 102 | +1  |
|  | 10.  | Domus Bresso          | 30 | 26 | 9  | 3 | 14 | 112 | 136 | -24 |
|  | 11.  | Bergamo               | 25 | 26 | 8  | 1 | 17 | 93  | 132 | -39 |
|  | 12.  | Pavia                 | 22 | 26 | 6  | 4 | 16 | 101 | 119 | -18 |
|  | 13.  | Mediterranea Cagliari | 22 | 26 | 7  | 1 | 18 | 85  | 137 | -52 |
|  | 14.  | San Biagio            | 12 | 26 | 4  | 0 | 22 | 75  | 154 | -79 |

### Verdetti finali
- Sestu promosso in Serie A2 2017-18.
- San Biagio, Mediterranea Cagliari e Pavia retrocessi nei campionati regionali.
- Monza non iscritto al campionato di Serie B 2017-18.

## Girone B

### Partecipanti
Il girone comprende otto società venete, tre romagnole, due trentine e una friulana. Dopo una sola stagione in Serie A2, fa ritorno nella categoria il Carrè Chiuppano mentre cinque squadre provengono dai campionati regionali: la Giacchabitat, assorbita durante l'estate dal Calcio Trento, il Manzano e la Vicinalis, toponimo latino della frazione Visnà di Vazzola, hanno vinto i rispettivi campionati mentre il Cornedo ha raggiunto la promozione tramite play-off. Per Manzano e Cornedo si tratta di un ritorno in Serie B: l'ultima partecipazione dei friulani risaliva alla stagione 2007-08 mentre i veneti mancavano addirittura dal 2003-04. Per sopperire alla rinuncia dei Diavoli, unitisi con il Gifema Camposampiero e ripartiti dalla Serie C1, è stata ripescata l'Imolese, sezione di calcio a 5 dell'omonima squadra di calcio.

### Classifica[8]
|  | Pos. | Squadra             | Pt | G  | V  | N | P  | GF  | GS  | DR   |
|  | ---- | ------------------- | -- | -- | -- | - | -- | --- | --- | ---- |
|  | 1.   | Carrè Chiuppano     | 61 | 26 | 20 | 4 | 3  | 194 | 93  | +101 |
|  | 2.   | Villorba            | 59 | 26 | 19 | 2 | 5  | 151 | 96  | +55  |
|  | 3.   | Faventia            | 50 | 26 | 16 | 2 | 8  | 143 | 114 | +29  |
|  | 4.   | Vicinalis           | 49 | 26 | 15 | 4 | 7  | 120 | 106 | +14  |
|  | 5.   | Fenice              | 48 | 26 | 16 | 0 | 10 | 90  | 83  | +7   |
|  | 6.   | Città di Mestre     | 47 | 26 | 14 | 5 | 7  | 104 | 69  | +35  |
|  | 7.   | Vicenza             | 35 | 26 | 10 | 5 | 11 | 105 | 108 | -3   |
|  | 8.   | Belluno             | 34 | 26 | 9  | 7 | 10 | 90  | 87  | +3   |
|  | 9.   | Cornedo             | 33 | 26 | 9  | 6 | 11 | 105 | 110 | -5   |
|  | 10.  | Forlì               | 28 | 26 | 8  | 4 | 14 | 77  | 101 | -24  |
|  | 11.  | Trento              | 23 | 26 | 6  | 5 | 15 | 74  | 121 | -47  |
|  | 12.  | Manzano             | 22 | 26 | 6  | 4 | 16 | 72  | 128 | -56  |
|  | 13.  | Imolese             | 16 | 26 | 3  | 7 | 16 | 77  | 105 | -28  |
|  | 14.  | Rotal Mezzolombardo | 12 | 26 | 3  | 3 | 20 | 65  | 146 | -81  |

### Verdetti finali
- Carrè Chiuppano promosso in Serie A2 2017-18.
- Rotal Mezzolombardo, Imolese, Manzano e, dopo i play-out, Trento retrocessi nei campionati regionali.

## Girone C

### Partecipanti
Il girone comprende otto società toscane, due emiliane, due liguri e due sarde. Dai campionati regionali sono state promosse le debuttanti Montecalvoli (espressione dell'omonima frazione di Santa Maria a Monte) e Olimpia Regium mentre il San Lorenzo della Costa, scissosi dall'omonima squadra di calcio, ha assunto la denominazione "CDM Futsal Genova". Elmas e Coiano hanno rinunciato all'iscrizione in Serie B; a completamento dell'organico è stata ripescata la Mattagnanese, con sede a Borgo San Lorenzo, anch'essa all'esordio nelle competizioni nazionali. In seguito alla fusione con i concittadini dell'Agla San Giusto, i Bulls Prato hanno adeguato la propria denominazione sociale in Bulls San Giusto.

### Classifica[8]
|  | Pos. | Squadra          | Pt | G  | V  | N | P  | GF  | GS  | DR  |
|  | ---- | ---------------- | -- | -- | -- | - | -- | --- | --- | --- |
|  | 1.   | Leonardo         | 70 | 26 | 23 | 1 | 2  | 149 | 71  | +78 |
|  | 2.   | Ossi             | 57 | 26 | 18 | 3 | 5  | 143 | 88  | +55 |
|  | 3.   | Bagnolo          | 54 | 26 | 17 | 3 | 6  | 137 | 77  | +60 |
|  | 4.   | Bulls San Giusto | 46 | 26 | 14 | 4 | 8  | 102 | 67  | +35 |
|  | 5.   | Sangiovannese    | 45 | 26 | 14 | 3 | 9  | 112 | 95  | +17 |
|  | 6.   | Pistoia          | 44 | 26 | 13 | 5 | 8  | 99  | 86  | +13 |
|  | 7.   | Montecalvoli     | 34 | 26 | 10 | 4 | 12 | 102 | 110 | -8  |
|  | 8.   | Città di Massa   | 30 | 26 | 7  | 9 | 10 | 72  | 81  | -9  |
|  | 9.   | Olimpia Regium   | 30 | 26 | 9  | 3 | 14 | 98  | 117 | -19 |
|  | 10.  | Poggibonsese     | 28 | 26 | 8  | 4 | 14 | 82  | 105 | -23 |
|  | 11.  | Mattagnanese     | 27 | 26 | 8  | 3 | 15 | 78  | 101 | -23 |
|  | 12.  | Tigullio         | 26 | 26 | 7  | 5 | 14 | 102 | 125 | -23 |
|  | 13.  | CDM Genova       | 17 | 26 | 4  | 5 | 17 | 75  | 159 | -84 |
|  | 14.  | CUS Pisa         | 11 | 26 | 3  | 2 | 21 | 69  | 138 | -69 |

### Verdetti finali
- Leonardo promossa in Serie A2 2017-18.
- CUS Pisa, Tigullio e, dopo i play-out, Mattagnanese retrocessi nei campionati regionali.
- Ossi ripescato in Serie A2; CDM Genova retrocessa ma successivamente ripescata.

## Girone D

### Partecipanti
Il girone comprende otto società marchigiane, tre abruzzesi, due umbre e il solo TorreSavio Cesena a rappresentare la Romagna. La vittoria del campionato di Serie C1 riporta il CUS Macerata in Serie B a distanza di sedici anni dall'ultima apparizione (1999-00). Anche il Todi ha raggiunto la promozione vincendo il proprio campionato regionale mentre i fanesi dell'Eta Beta hanno centrato l'obiettivo tramite play-off, così come la Virtus Tifernum che tuttavia ha rinunciato al salto di categoria. Le defezioni degli umbri e dell'Aprutino sono state compensate dal ripescaggio della GLS Hatria (con sede a Atri) e dall'inserimento nel girone del Montesilvano, ripartito nuovamente dalla Serie B. Si registra infine l'unione di intenti tra Porto San Giorgio e Potenza Picena per dare vita al "PSG Potenza Picena": i dragoni cambiano i propri colori sociali e trasferiscono il campo di gioco al PalaOrselli di Potenza Picena. Lieve modifica della denominazione sociale anche per Tenax Sport Club, divenuto "Tenax Castelfidardo".

### Classifica[8]
|  | Pos. | Squadra            | Pt | G  | V  | N | P  | GF  | GS  | DR   |
|  | ---- | ------------------ | -- | -- | -- | - | -- | --- | --- | ---- |
|  | 1.   | Civitella          | 68 | 26 | 22 | 2 | 2  | 156 | 65  | +91  |
|  | 2.   | PSG Potenza Picena | 67 | 26 | 21 | 4 | 1  | 155 | 56  | +99  |
|  | 3.   | Angelana           | 58 | 26 | 18 | 4 | 4  | 125 | 79  | +46  |
|  | 4.   | Tenax              | 46 | 26 | 14 | 4 | 8  | 114 | 102 | +12  |
|  | 5.   | Todi               | 41 | 26 | 12 | 5 | 9  | 77  | 79  | -2   |
|  | 6.   | Montesilvano       | 37 | 26 | 12 | 1 | 13 | 105 | 86  | +19  |
|  | 7.   | CUS Ancona         | 36 | 26 | 10 | 6 | 10 | 85  | 88  | -3   |
|  | 8.   | Buldog Lucrezia    | 34 | 26 | 10 | 4 | 12 | 82  | 100 | -18  |
|  | 9.   | TS Cesena          | 32 | 26 | 8  | 8 | 10 | 99  | 97  | +2   |
|  | 10.  | Fano               | 26 | 26 | 7  | 5 | 14 | 85  | 93  | -8   |
|  | 11.  | Corinaldo          | 26 | 26 | 8  | 2 | 16 | 78  | 106 | -28  |
|  | 12.  | Hatria             | 25 | 26 | 8  | 1 | 17 | 110 | 125 | -15  |
|  | 13.  | Eta Beta           | 23 | 26 | 7  | 2 | 17 | 72  | 118 | -46  |
|  | 14.  | CUS Macerata       | 3  | 26 | 1  | 0 | 25 | 59  | 208 | -149 |

### Verdetti finali
- Civitella promosso in Serie A2 2017-18.
- CUS Macerata e Hatria retrocessi nei campionati regionali.
- Angelana, Montesilvano e Todi non iscritti al campionato di Serie B 2017-18; Eta Beta retrocessa ma successivamente ripescata.

## Girone E

### Partecipanti
Il girone comprende sette società laziali, quattro campane, due abruzzesi e il solo Venafro, neopromosso, a rappresentare il Molise. Anche Tombesi (con sede a Ortona), i viterbesi dell'Active Network e i pometini della Mirafin hanno vinto il campionato regionale, mentre la Real Ottaviano ha ceduto il titolo sportivo allo Spartak Marigliano. L'organico è affetto da cinque defezioni: Ardenza Ciampino, Orte e Polisportiva Feldi Eboli sono state ripescate in Serie A2 mentre Virtus Palombara e Anni Nuovi (vincitrice dei play-off di Serie C e fusasi durante l'estate con l'Ardenza Ciampino) hanno rinunciato all'iscrizione. A completamento, sono state ripescate LPG Casoria, finalista nazionale della Coppa Italia regionale, Gymnastic Studio (con sede a Fondi), Insieme Ferentino e Sagittario Pratola. Eccetto il Venafro, veterano della categoria, le altre otto società provenienti dai campionati regionali sono tutte al debutto in Serie B. In riferimento al mancato svolgimento dell'incontro LPG Casoria - Gymanstic Studio del 25 febbraio 2017, il 1 marzo seguente il giudice sportivo penalizzava di 1 punto in classifica la società Gymanstic Studio per essersi rifiutata di giocare l'incontro.

### Classifica[8]
|  | Pos. | Squadra            | Pt | G  | V  | N  | P  | GF  | GS  | DR   |
|  | ---- | ------------------ | -- | -- | -- | -- | -- | --- | --- | ---- |
|  | 1.   | Lido di Ostia      | 61 | 26 | 18 | 7  | 1  | 115 | 49  | +66  |
|  | 2.   | Sagittario Pratola | 46 | 26 | 14 | 4  | 8  | 131 | 121 | +10  |
|  | 3.   | Brillante Torrino  | 44 | 26 | 13 | 5  | 8  | 134 | 93  | +41  |
|  | 4.   | Gymnastic Studio   | 42 | 26 | 13 | 4  | 9  | 95  | 78  | +17  |
|  | 5.   | Tombesi            | 42 | 26 | 13 | 3  | 10 | 83  | 78  | +5   |
|  | 6.   | Mirafin            | 41 | 26 | 12 | 5  | 9  | 132 | 97  | +35  |
|  | 7.   | Ferentino          | 35 | 26 | 10 | 5  | 11 | 95  | 93  | +2   |
|  | 8.   | Alma Salerno       | 35 | 26 | 10 | 5  | 11 | 95  | 95  | 0    |
|  | 9.   | Marigliano         | 35 | 26 | 11 | 2  | 13 | 119 | 104 | +15  |
|  | 10.  | Saviano            | 34 | 26 | 10 | 4  | 12 | 112 | 119 | -7   |
|  | 11.  | Active Network     | 34 | 26 | 10 | 4  | 12 | 110 | 96  | +14  |
|  | 12.  | Casoria            | 34 | 26 | 8  | 10 | 8  | 92  | 83  | +9   |
|  | 13.  | Virtus Fondi       | 31 | 26 | 9  | 4  | 13 | 78  | 88  | -10  |
|  | 14.  | Venafro            | 0  | 26 | 0  | 0  | 26 | 45  | 242 | -197 |

### Verdetti finali
- Lido di Ostia promosso in Serie A2 2017-18.
- Venafro, Virtus Fondi, Casoria retrocessi nei campionati regionali.
- Active Network retrocessa dopo i play-out ma successivamente ripescata.

## Girone F

### Partecipanti
Il girone comprende nove società pugliesi, tre molisane e due lucane. Atletico Cassano e Comprensorio Medio Basento hanno raggiunto la categoria vincendo il rispettivo campionato regionale mentre CUS Molise e Olympique Ostuni sono state ripescate a completamento dell'organico. Gli universitari hanno beneficiato del ripescaggio avendo rilevato il titolo del retrocesso Win Adv Campobasso, facendo così ritorno in Serie B a undici anni dall'ultima partecipazione (2005-06). Si registra infine il cambio di denominazione sociale del San Rocco Ruvo in Futsal Ruvo.

### Classifica[8]
|  | Pos. | Squadra            | Pt | G  | V  | N | P  | GF  | GS  | DR   |
|  | ---- | ------------------ | -- | -- | -- | - | -- | --- | --- | ---- |
|  | 1.   | Isernia            | 75 | 26 | 25 | 0 | 1  | 192 | 46  | +146 |
|  | 2.   | Giovinazzo         | 64 | 26 | 20 | 4 | 2  | 128 | 80  | +48  |
|  | 3.   | C.M.B.             | 57 | 26 | 18 | 3 | 5  | 168 | 105 | +63  |
|  | 4.   | Barletta Futsal    | 48 | 26 | 14 | 6 | 6  | 111 | 89  | +22  |
|  | 5.   | Atletico Cassano   | 43 | 26 | 12 | 7 | 7  | 106 | 98  | +8   |
|  | 6.   | CUS Molise         | 33 | 26 | 9  | 6 | 11 | 86  | 91  | -5   |
|  | 7.   | Canosa             | 32 | 26 | 10 | 2 | 14 | 96  | 107 | -11  |
|  | 8.   | Capurso            | 30 | 26 | 9  | 3 | 14 | 105 | 131 | -26  |
|  | 9.   | Azzurri Conversano | 29 | 26 | 8  | 5 | 13 | 72  | 124 | -52  |
|  | 10.  | Manfredonia        | 27 | 26 | 7  | 6 | 13 | 105 | 108 | -3   |
|  | 11.  | Chaminade          | 27 | 26 | 8  | 3 | 15 | 92  | 128 | -36  |
|  | 12.  | Olympique Ostuni   | 26 | 26 | 8  | 2 | 16 | 89  | 115 | -26  |
|  | 13.  | Ruvo               | 18 | 26 | 5  | 3 | 18 | 77  | 151 | -74  |
|  | 14.  | Shaolin Soccer     | 10 | 26 | 2  | 4 | 20 | 54  | 108 | -54  |

### Verdetti finali
- Isernia promosso in Serie A2 2017-18.
- Shaolin Soccer, Ruvo e Olympique Ostuni retrocessi nei campionati regionali.
- Barletta Futsal non iscritto al campionato di Serie B 2017-18; Ruvo retrocesso ma successivamente ripescato.

## Girone G

### Partecipanti
Il girone G comprende sette società calabresi, cinque siciliane e una lucana. La composizione del girone ha tenuto conto della rinuncia del Nissa e del ripescaggio in Serie A2 delle retrocesse Catania e Catanzaro, solo parzialmente rimpiazzati dal ripescaggio dell'Edilferr Cittanova e dall'inserimento del Corigliano, che ha rinunciato alla Serie A. Tra le neopromosse, Regalbuto (mancava dalla stagione 2007-08) e Paola hanno vinto il rispettivo campionato regionale mentre Assoporto Melilli e Bernalda hanno raggiunto la promozione tramite play-off. Per motivi di sponsorizzazione il Villa Passanisi ha assunto la denominazione Maritime Futsal; proprio la formazione megarese è stata protagonista di un mercato faraonico, culminato con gli acquisti del capocannoniere della Serie A Márcio Zanchetta e del campione d'Italia Filipe Follador. In seguito al mancato svolgimento dell'incontro Odissea 2000 - Corigliano, in programma il 7 gennaio 2017, il giudice sportivo ha comminato la sconfitta della squadra ospite col punteggio di 0-6 e la penalizzazione di un 1 punto in classifica per essersi rifiutata di giocare l'incontro.

### Classifica[8]
|                                          | Pos. | Squadra             | Pt | G  | V  | N | P  | GF  | GS  | DR   |
| ---------------------------------------- | ---- | ------------------- | -- | -- | -- | - | -- | --- | --- | ---- |
| Vincitrice della Coppa Italia di Serie B | 1.   | Maritime            | 61 | 24 | 20 | 1 | 3  | 162 | 46  | +116 |
|                                          | 2.   | Odissea 2000        | 55 | 24 | 18 | 1 | 5  | 104 | 65  | +39  |
|                                          | 3.   | Real Cefalù         | 55 | 24 | 18 | 1 | 5  | 129 | 73  | +56  |
|                                          | 4.   | Assoporto Melilli   | 42 | 24 | 13 | 3 | 8  | 117 | 96  | +21  |
|                                          | 5.   | Polisportiva Futura | 41 | 24 | 12 | 5 | 7  | 89  | 71  | +18  |
|                                          | 6.   | Regalbuto           | 34 | 24 | 10 | 4 | 10 | 87  | 79  | +8   |
|                                          | 7.   | Paola               | 30 | 24 | 9  | 3 | 12 | 77  | 101 | -24  |
|                                          | 8.   | Bernalda            | 28 | 24 | 8  | 4 | 12 | 103 | 118 | -15  |
|                                          | 9.   | Real Rogit          | 27 | 24 | 8  | 3 | 13 | 61  | 90  | -29  |
|                                          | 10.  | Cittanova           | 20 | 24 | 6  | 2 | 16 | 91  | 139 | -48  |
|                                          | 11.  | Cataforio           | 20 | 24 | 6  | 2 | 16 | 74  | 105 | -31  |
|                                          | 12.  | Corigliano          | 20 | 24 | 7  | 0 | 17 | 64  | 126 | -62  |
|                                          | 13.  | Sant'Isidoro        | 18 | 24 | 5  | 3 | 16 | 85  | 134 | -49  |

### Verdetti finali
- Maritime e, dopo i play-off, Odissea 2000 promossi in Serie A2 2017-18.
- Sant'Isidoro, Corigliano e, dopo i play-out, Cataforio retrocessi nei campionati regionali.
- Cittanova non iscritto al campionato di Serie B 2017-18; Cataforio retrocesso ma successivamente ripescato.

## Play-off

### Formula
Ai play-off sono qualificate tutte le squadre giunte in seconda, terza e quarta posizione e le quattro migliori quinte classificate tra i sette gironi. Le 25 società sono disposte in un tabellone la cui composizione è predeterminata tenendo conto della posizione in classifica ottenuta al termine della stagione regolare e, per quanto possibile, del criterio di vicinorietà. I play-off sono articolati in cinque turni a eliminazione diretta. Eccetto il quinto turno, organizzato con gare di andata e ritorno, tutti gli altri incontri sono disputati con gare di sola andata in casa della squadra meglio classificata. Accedono al turno successivo le squadre che ottengono il maggior punteggio (nel quinto turno, al meglio delle due gare). In caso di parità sono disputati due tempi supplementari di 5 minuti ciascuno. Qualora la parità sussista anche al termine di questi, si procede all'effettuazione dei tiri di rigore

### Primo turno
Al primo turno dei play-off sono qualificate tutte le società giunte in terza e quarta posizione e le quattro migliori quinte classificate tra i sette gironi. Gli incontri sono disputati con gare di sola andata in casa della squadra meglio classificata, in programma il 22 aprile 2017.
| Squadra 1         | Risultato   | Squadra 2           |
| ----------------- | ----------- | ------------------- |
| Carmagnola        | 3 - 5 (dts) | Vicinalis           |
| Faventia          | 5 - 6 (dts) | Monza               |
| Bagnolo           | 4 - 2       | Polisportiva Futura |
| Angelana          | 8 - 3       | Fenice              |
| Bulls San Giusto  | 3 - 4 (dts) | Gymnastic Studio    |
| Porto San Giorgio | 4 - 2       | Saints Pagnano      |
| Brillante Torrino | 1 - 0       | Sangiovannese       |
| C.M.B.            | 5 - 8       | Assoporto Melilli   |
| Real Cefalù       | 5 - 8       | Barletta Futsal     |

### Secondo turno
Al secondo turno sono qualificate le società giunte in seconda posizione e le nove vincenti del primo turno. Gli incontri sono in programma il 29 aprile 2017.
| Squadra 1          | Risultato | Squadra 2         |
| ------------------ | --------- | ----------------- |
| L84                | 5 - 2     | Vicinalis         |
| Villorba           | 6 - 1     | Monza             |
| Ossi               | 6 - 5     | Bagnolo           |
| PSG Potenza Picena | 7 - 4     | Gymnastic Studio  |
| Angelana           | 8 - 2     | Porto San Giorgio |
| Sagittario Pratola | 1 - 3     | Brillante Torrino |
| Giovinazzo         | 4 - 3     | Assoporto Melilli |
| Odissea 2000       | 13 - 3    | Barletta Futsal   |

### Quarti di finale
Ai quarti di finale sono qualificate le otto società vincenti il secondo turno. Gli incontri sono in programma il 6 maggio 2017.
| Squadra 1          | Risultato       | Squadra 2         |
| ------------------ | --------------- | ----------------- |
| Villorba           | 7 - 9 (dts)     | L84               |
| PSG Potenza Picena | 3 - 5 (dts)     | Ossi              |
| Angelana           | 2 - 6           | Brillante Torrino |
| Giovinazzo         | 7 - 7 (2-3 dcr) | Odissea 2000      |

### Semifinali
Alle semifinale sono qualificate le quattro società vincenti il terzo turno. Gli incontri sono in programma il 13 maggio 2017.
| Squadra 1    | Risultato   | Squadra 2         |
| ------------ | ----------- | ----------------- |
| Ossi         | 5 - 3       | L84               |
| Odissea 2000 | 3 - 2 (dts) | Brillante Torrino |

### Finale
Alla finale sono qualificate le due società vincenti il quarto turno. Gli incontri sono in programma il 20 e il 27 maggio 2017.
| Squadra 1 | Totale | Squadra 2    | Andata | Ritorno |
| --------- | ------ | ------------ | ------ | ------- |
| Ossi      | 6 - 7  | Odissea 2000 | 4 - 5  | 2 - 2   |

## Play-out
Ai play-out sono qualificate tutte le società giunte undicesime e la decima peggior classificata tra i sette gironi. Gli accoppiamenti sono stati definiti dalla Divisione Calcio a 5 all'inizio della stagione. Sono dichiarate vincenti le società che nelle due partite ottengono il maggior punteggio ovvero a parità di punteggio le squadre che realizzano il maggior numero di reti. In caso di parità sono disputati due tempi supplementari di 5 minuti ciascuno. Qualora la parità sussista anche al termine di questi, si procede all'effettuazione dei tiri di rigore. Gli incontri sono disputati con gare di andata e ritorno, in programma il 22 e il 29 aprile 2017. La gara di ritorno si disputerà in casa della società della miglior classificata.
| Squadra 1      | Totale | Squadra 2    | Andata | Ritorno |
| -------------- | ------ | ------------ | ------ | ------- |
| Trento         | 6 - 10 | Bergamo      | 5 - 4  | 1 - 6   |
| Corinaldo      | 14 - 8 | Mattagnanese | 4 - 3  | 10 - 5  |
| Active Network | 7 - 10 | Cittanova    | 4 - 5  | 3 - 5   |
| Cataforio      | 6 - 7  | Chaminade    | 6 - 5  | 0 - 2   |